# 핀추프군

시비엥토크시스키에주 지도에 표시된 핀추프군의 위치

핀추프군(폴란드어: powiat pińczowski)은 폴란드 시비엥토크시스키에주에 위치한 군으로 군청 소재지는 핀추프이며 면적은 611.03km2, 인구는 39,100명(2019년 기준), 인구 밀도는 64명/km2이다.
북쪽으로는 키엘체군, 동쪽으로는 부스코군, 남쪽으로는 카지미에자군, 서쪽으로는 마워폴스카주 미에후프군, 북서쪽으로는 옝제유프군과 접한다. 5개 지방 자치체(2개 도시형 농촌, 3개 농촌)를 관할한다.

군기
군 문장